# KRS-BSU Peking
KRS-BSU Peking (bis 2018 KRS Heilongjiang) ist eine chinesische Eishockeymannschaft aus Peking, die seit 2017 der Wysschaja Hockey-Liga angehört. Die Heimstätte der Mannschaft ist seit 2019 die Eishalle der Sport-Universität Peking. Die Mannschaft ist Farmteam des KHL-Teilnehmers Kunlun Red Star.

## Geschichte
Im Mai 2017 unterzeichneten der chinesische Eishockeyverband, der russische Eishockeyverband und die Regionalregierung von Heilongjiang in Harbin eine Vereinbarung über den Beitritt eines chinesischen Klubs zur Wysschaja Hockey-Liga. Zunächst wurde der Kader des KRS Heilongjiang aus 15 chinesischen Spielern gebildet, der später um russische und kanadische Spieler erweitert wurde, um konkurrenzfähig zu sein. Das erste Pflichtspiel in der Wysschaja Hockey-Liga verlor der Klub mit 4:5 gegen den zweiten chinesischen Teilnehmer der Liga, Tsen Tou Jilin.
Die Saison 2017/18 beendete das Team auf dem 24. Platz, wobei nur 17 der 52 Saisonpartien gewonnen wurden. Vor der Saison 2018/19 wurde der Klub von Harbin nach Peking umgesiedelt, um Spielertransfer zwischen dem KHL-Team und der Mannschaft in der zweiten Spielklasse zu vereinfachen. Dabei wurde eine Kooperation mit der Sportabteilung (AZ Sports) des Verpackungsunternehmens ORG Packaging geschlossen, dessen Eishalle Ao Zhong Ice Sports Center die Mannschaft seither nutzt. Zudem wurde das Team in KRS-ORG Peking umbenannt.
Zur Saison 2019/20 zog das Team in die Eishalle der Sport-Universität Peking (Beijing Sport University) um und nannte sich entsprechend in KRS-BSU Peking um. Zeitgleich gründete Kunlun Red Star ein weiteres Farmteam in Kooperation mit ORG Packaging, das seit 2019 als ORG Peking ebenfalls an der Wysschaja Hockey-Liga teilnimmt.

## Saisonstatistik
Legende zur Saisonstatistik: GP oder Sp = Spiele insgesamt; W oder S = Siege; L oder N = Niederlagen; T oder U = Unentschieden; OTS = Siege nach Verlängerung (Overtime);  OTN oder OL = Overtime-Niederlagen; SOS = Shootout-Siege; SOL oder SON = Shootout-Niederlagen; P oder Pkt = Punkte; Pct % = Siege in %; GF oder T = Tore; GA oder GT = Gegentore